# 흰입술페커리
흰입술페커리(Tayassu pecari)는 중앙아메리카와 남아메리카에서 발견되는 포유류의 일종이다. 흰입술페커리속(Tayassu)에 속하는 유일종이다. 주로 우림에서 서식하지만 건조림과 초원, 홍수림, 쎄하두 숲, 건조 지대 등의 다양한 서식지에서도 발견된다. 20~300여 마리씩 무리를 지어 생활하며, 약 120 km2 넓이를 차지하기도 한다. 잡식성 동물이며, 주로 나무 열매를 먹고, 먹이를 얻기 위해 장거리를 이동한다.